# Azteca (Band)
Azteca ist eine Latin-Rock-Formation, die sich Anfang 1972 in der Chicanoszene von San Francisco bildete. Gründer waren die Perkussionisten Thomas „Coke“ Escovedo (1941–1986) und Pete Escovedo (* 1935). Das üppig besetzte Ensemble mischte afrokubanische Rockmusik im Stile von Santana mit Soul-, Funk- und Jazzelementen.

## Geschichte
Nach den weltweiten Erfolgen von  Santana hoffte die Plattenfirma CBS auf einen weiteren kommerziellen Erfolg. Die Gruppe tourte mit Stevie Wonder und spielte in London mit Weather Report und Earth, Wind and Fire. Aus dem Schatten von Santana konnte Azteca jedoch nie heraustreten. Ein wirtschaftlicher Erfolg blieb daher aus. und es war schwierig, eine Formation dieser Größe zu halten. So löste sich Azteca nach zwei veröffentlichten Alben „Azteca“ (1972) und „Pyramid of the Moon“ (1973) schließlich auf.
Zur Band gehörten zahlreiche Musiker, die vorher oder nachher mit Carlos Santana auftraten. Aber auch Verflechtungen mit anderen Bands gab es reichlich. So kam Victor Pantoja von Tito Puente, Willie Bobo und Gabor Szabo. Die Brüder Coke und Pete Escovedo, Victor Pantoja, Rico Reyes, Wendy Haas, Mel Martin und Tom Rutley hatten teils kurze Gastspiele bei  Santana. Neal Schon kam von Santana und gründete später Journey. Die jugendliche Perkussionistin Sheila E (Tochter von Pete Escovedo), der Santana-Schlagzeuger Michael Shrieve, Don Grusin und andere spielten einige Konzerte mit der Band.

## Reunion
1994 versuchte Paris Escovedo (der Sohn von Coke Escovedo) mit Unterstützung von Victor Pantoja, Ray Carrion und Pete Perez (der dann die Gruppe Aztlan gründete), die Band wieder zu beleben. Am 15. September 2007 kam es im Hollywood Key Club in Los Angeles zu einem Reunion-Konzert der Band. Die Aufnahmen wurden ein Jahr später auf der CD From the Ruins (2008) sowie der DVD La piedra del sol (2008) veröffentlicht.
Zum Zeitpunkt des Reunion-Konzerts bereits verstorben waren die Bandmitglieder Coke Escovedo, George Maribus, Flip Nuñez, Rico Reyes und Pat O’Hara.

## Diskografie
- Azteca (LP/CD, 1972)
- Pyramid of the Moon (LP/CD, 1973)
- From the Ruins (CD, 2008)
- La Piedra del Sol (DVD, 2008)

Sampler
- Chicano Power. Latin Rock in the USA 1968–1976 (mit umfangreichem Booklet) (2 CDs, 1998) mit Azteca, Malo,  Santana, Sapo, El Chicano und anderen